# كينيث ويب
كينيث ويب (بالإنجليزية: Kenneth Webb)‏ هو كاتب سيناريو وملحن ومخرج أمريكي، ولد في 16 أكتوبر 1892 في نيويورك في الولايات المتحدة، وتوفي في 23 مارس 1966 في هوليوود في الولايات المتحدة.

## وصلات خارجية
- كينيث ويب على موقع IMDb (الإنجليزية)
- كينيث ويب على موقع ميوزك برينز (الإنجليزية)
- كينيث ويب على موقع أول موفي (الإنجليزية)
- كينيث ويب على موقع قاعدة بيانات الأفلام السويدية (السويدية)
- كينيث ويب على موقع قاعدة بيانات الفيلم (الإنجليزية)
- كينيث ويب على موقع كينوبويسك (الروسية)